# Quatre-épices

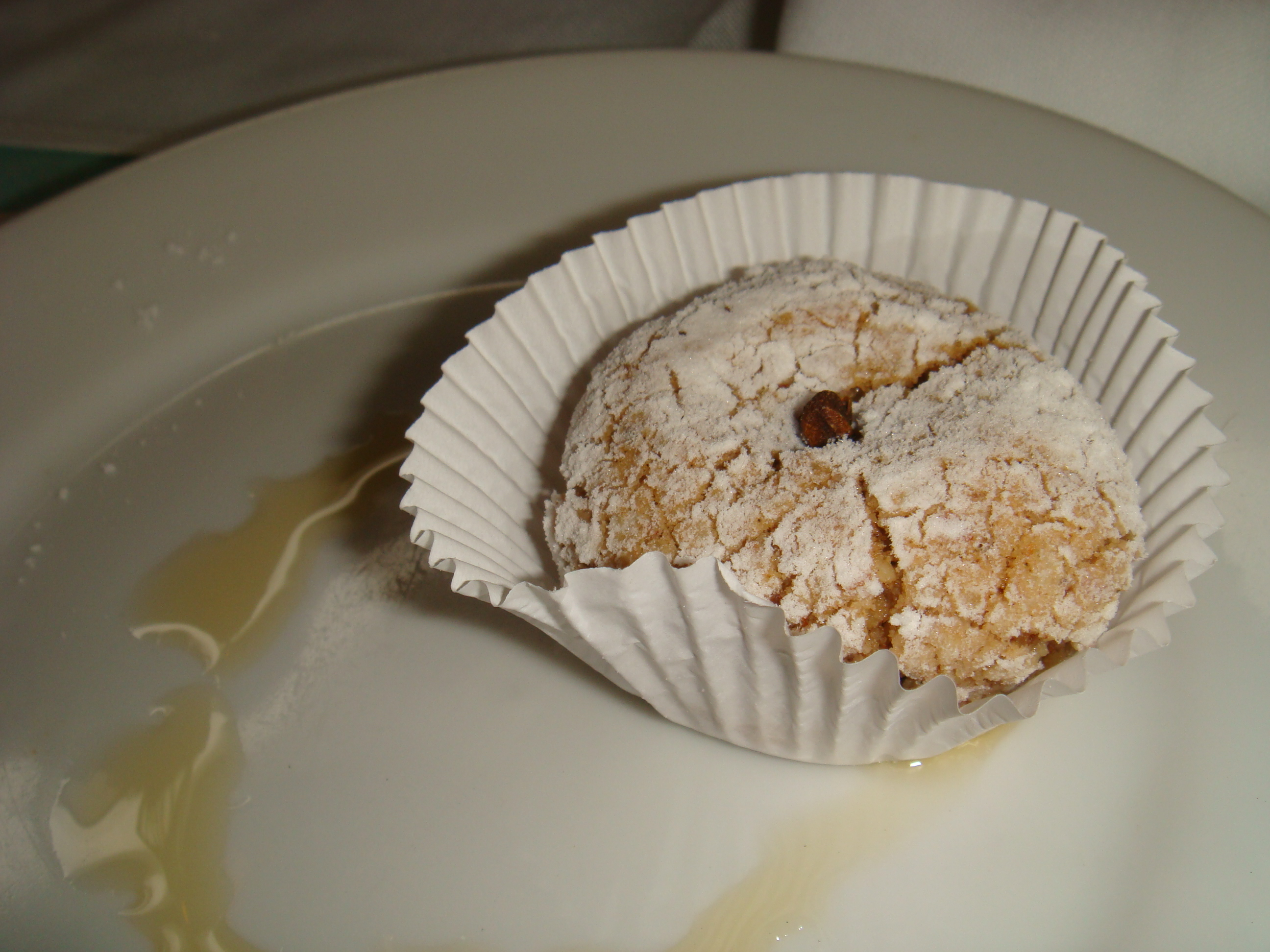
Biscuit aux quatre èpices - ciastko z orzechami i migdałami

Quatre-épices (z fr. „cztery przyprawy”) – mieszanka ziołowa, bardzo popularna we Francji. Składa się z czterech podstawowych przypraw: pieprzu (ok. 70% mieszanki), imbiru (20%), gałki muszkatołowej (9%) i goździków (1%). Stosuje się ją najczęściej do dań mięsnych, zup, warzyw, duszenia i dłuższego gotowania. Należy ją dodawać na początku gotowania. Można ją także zastosować do aromatycznych ciast, ale należy wtedy pieprz zastąpić zielem angielskim.